# Raman Czytadze
Raman Hieorhijewicz Czytadze (błr. Раман Георгіевіч Чытадзэ; ur. 18 kwietnia 1995) – białoruski zapaśnik walczący w stylu wolnym. 
Zajął siedemnaste miejsce na mistrzostwach Europy w 2018. Trzeci na ME U-23 w 2016 i 2018 roku.